# Sara Fratini (illustratrice)
Sara Fratini (Puerto Ordaz, 1985) è un'artista, illustratrice, street artist e curatrice d'arte venezuelana, riconosciuta per i suoi disegni a linee nere e personaggi caratteristici.

## Biografia
Sara Fratini è nata a Puerto Ordaz (Venezuela) nel 1985, dove ha vissuto prima di trasferirsi in Spagna per studiare Belle Arti all'Universidad Complutense di Madrid. Nel 2012 si trasferisce in Italia, dove ha continuato a lavorare alle sue illustrazioni. È una dei fondatori de La Guarimba International Film Festival, dove organizza una mostra di illustrazioni annuale con artisti da tutto il mondo.
Dal 2016, è parte dell'organizzazione della rassegna CinemAmbulante ad Amantea, per cui ha realizzato diversi murales in Calabria.
Grazie alla diffusione dei suoi lavori sui social network come Facebook, Instagram e Twitter, ha fatto conoscere le sue illustrazioni ed è riuscita ad entrare in contatto con la sua prima casa editrice.

## Stile artistico
I suoi lavori si distinguono per l'uso di linee nere su fondo bianco, con alcun tocchi di colore come rosa o rosso. Le sue illustrazioni hanno come protagoniste personaggi femminili con ampie curve e capelli arruffati, spesso associati con flussi di ricordi.
Le sue opere muovono una critica verso i canoni di bellezza stabiliti e alla pressione sociale che impone la pubblicità, disegnando "donne di verità" con curve, sentimenti di felicità e paure, rappresentando un simbolo del femminismo egualitario.

## Opere
Nel 2015, la casa editrice Lumen pubblica il suo primo libro di illustrazioni, intitolato La buona vita, dove il suo personaggio caratteristico, una donna paffuta in bianco e nero con un tocchi di rosa, affronta le sue paure senza perdere l'entusiasmo per la vita. Sergio Andreu de La Vanguardia definisce i suoi lavori come "ragazze come vortici avvolte in una matassa di capelli, immagini di donne con un atteggiamento disinibito e ottimista".
Nel 2016, con la stessa casa editrice, pubblica Una tal Martina y su monstruo. In questo libro nomina il suo personaggio, Martina Rossetto (ispirato da un'amica). La protagonista è una ragazza voluttuosa che affronta le sue paure: un mostro che l'accompagna e rappresenta le insicurezze delle persone e i conflitti interni.
Nel 2019, realizza le illustrazioni per il libro per bambini African-meninas Liderazgo Femenino en el continente Africano, a cura di Karo Moret Miranda, dove sono romanzante le biografie di leader donne africane.
Oltre le illustrazioni, ha realizzato numerosi murali in diverse località come Madrid, Malaga, La Palma, Ciudad de Soria, FARM CULTURAL PARK in Sicilia, Lago Film Fest in Treviso, Puglia, Calabria, Saint Louis e Isla de Ngor.
A Malaga ha dipinto un muro della Facoltà di Belle Arti dell'UMA su invito di Amnistía Internazionale, il Plan de Apoyo a Personas Refugiadas de la UMA e La Guarimba International Film Festival. Questo murale, di 18 metri di larghezza e 1,5 di altezza, le è valso il riconoscimento di finalista al concorso World Illustration Awards dell'Asociación de ilustradores nel 2017.
Nel 2019, Fratini è coinvolta nel progetto Muros Tabacalera di Madrid Street Art Project dalla Direzione Generale di Promozione di Belle Arti del Ministero di Cultura e Sport in Spagna per dipingere uno dei murali di Tabacalera di Madrid.

## Pubblicazioni
- (2013). Cartas desde mi cuarto propio : colección 2013. Madrid: Ed. Verkami. Autoras: Irusta Rodríguez, E. y Fratini, S. ISBN 978-84-942279-1-2
- (2015). La buena vida. Barcelona: Ed. Lumen. Autora: Fratini, S. ISBN 978-84-264-0191-5.
- (2016). Una tal Martina y su monstruo. Barcelona: Ed. Lumen. Autora: Fratini, S. ISBN 978-84-264-0292-9.
- (2019). African - Meninas: Liderazgo Femenino en el Continente Africano. Barcelona: Ed. Wanafrica. Autores: Moret Miranda, K. y otros. Ilustraciones: Fratini, S. y Cebrián, A. ISBN 978-84-17150-77-8.